# Andrew Wiles
Andrew John Wiles (ur. 11 kwietnia 1953 w Cambridge) – brytyjski matematyk, zawodowo związany też ze Stanami Zjednoczonymi. Specjalista w dziedzinie teorii liczb, znany przede wszystkim z udowodnienia wielkiego twierdzenia Fermata. Zdobywca co najmniej dziesięciu laurów naukowych, w tym najwyższych jak Nagroda Wolfa w dziedzinie matematyki (1996), Nagroda Abela (2016) i Medal Copleya (2017) oraz specjalne wyróżnienie Międzynarodowej Unii Matematycznej (IMU) – w zastępstwie Medalu Fieldsa za rok 1998.

## Życiorys
Tytuł bakałarza uzyskał na Uniwersytecie Oksfordzkim w 1974, a stopień doktora w 1980 w Kolegium Clare (Uniwersytet w Cambridge). Razem z Johnem Coatesem prowadził badania nad arytmetyką krzywych eliptycznych. W 1982 roku zatrudnił go Uniwersytet w Princeton.
W lipcu 1993 Wiles przedstawił dowód hipotezy Shimury-Taniyamy w kilku przypadkach, w tym wymaganych do udowodnienia wielkiego twierdzenia Fermata. Pod koniec tego samego roku wykryto w rozumowaniu Wilesa lukę, którą udało się jednak uzupełnić po dwóch latach dalszej pracy; pewną rolę odegrał w tym uczeń Wilesa Richard Taylor. Dowód został opublikowany w „Annals of Mathematics” i uzupełniony wspólną publikacją Wilesa i Taylora.

## Nagrody
Za swoje dokonania Wiles został wyróżniony szeregiem odznaczeń:

1. 1995: Nagroda Schocka;
2. 1995: Nagroda Ostrowskiego;
3. 1995: Nagroda Fermata;
4. 1996: Royal Medal;
5. 1996: Nagroda Wolfa w dziedzinie matematyki;
6. 1997: Nagroda Cole’a w dziedzinie teorii liczb;
7. 1998: srebrna plakietka Międzynarodowej Unii Matematycznej (IMU) – w zastępstwie Medalu Fieldsa, którym nagradzani są tylko matematycy poniżej 40. roku życia;
8. 2005: Nagroda Shawa w dziedzinie matematyki;
9. 2016: Nagroda Abela[4];
10. 2017: Medal Copleya.